# Jardin japonais de Tunis
Le jardin japonais de Tunis est un jardin public localisé en Tunisie. 
Inauguré le 12 novembre 2006, il est aménagé suivant un style japonais sur l'avenue du Japon à Tunis.
Le jardin couvre 6 000 m2 et a été financé par l'Agence japonaise de coopération internationale pour un montant de 4,6 millions de dollars.